# Dictyandra
Dictyandra es un género con dos especies de plantas fanerógamas perteneciente a la familia de las rubiáceas.

## Especies
- Dictyandra arborescens Welw. ex Hook.f. in Benth. & Hook.f. (1873).
- Dictyandra congolana Robbr. (1984).